# ファハド・ファーシル
ファハド・ファーシル（Fahadh Faasil、1982年8月8日 - ）は、インドのマラヤーラム語映画、タミル語映画で活動する俳優、映画プロデューサー。これまでに50本以上の映画に出演し、国家映画賞、フィルムフェア賞 南インド映画部門、ケララ州映画賞など多くの映画賞を受賞している。

## 生い立ち
ファハド・ファーシルはマラヤーラム語映画の監督ファーシルの息子であり、弟のファルハーン・ファーシルも俳優として活動している。SDVセントラル・スクール、チョイス・スクール、ローレンス・スクールを経てサナタナ・ダルマ大学とマイアミ大学に進学し、それぞれ学位を取得している。

## キャリア

### 2002年 - 2012年
2002年に父ファーシルが製作した『Kaiyethum Doorath』で俳優デビューするが、同作は興行的な失敗に終わっている。ファーシルはこれについて、「何の準備もせずに俳優の道に進んだ自分の責任です。失敗を父のせいにしないでください」と語り、父を擁護している。その後はアメリカ合衆国で5年間演技を学び、2009年にランジットがプロデュースしたアンソロジー映画『Kerala Cafe』に起用され、ウダイ・アーナンダンの短編「Mrityunjayam」に出演した。B・ウンニクリシュナンの『Pramani』ではマンムーティと共演し、続けて『Cocktail』『Tournament』に出演している。
2011年は『Chaappa Kurishu』で建設会社の社長役を演じ、これについて「私が『Chaappa Kurishu』で演じたアルジュンという役は、俳優が滅多に演じられる役ではありません。私にとってはとてもラッキーで、幸先のいいことでした」と語っている。同作では共演者ラミャ・ナンビーサンとの長時間にわたるキスシーンが描写されたが、キスシーンがマラヤーラム語映画で描写されたのは初めてだったこともあり話題を呼んだ。サイコスリラー小説『Yakshi』を原作とした『Akam』では、妻の正体がヤクシニーではないかと疑う建築家の夫シュリニヴァス役を演じた。ファーシルは同作について「シュリニヴァスを演じることは、自分自身を再発見するようなものでした。撮影が始まる前にワークショップを行い、キャラクターのニュアンスを探るための十分な機会を得ました。そして、シュリニヴァスを作り出す中で、自分自身を再発見したのです」と語っている。同作はドバイ国際映画祭でプレミア上映され、ファーシルは『Akam』と『Chappa Kurishu』の演技でケララ州映画賞 第2位男優賞を受賞した。
2012年は『22 Female Kottayam』で悪役を演じ、批評家から高い評価を得た。『Diamond Necklace』ではドバイ在住の医師を演じ、3人の女性との人間関係が描かれた。両作とも上映日数が100日間を記録し、批評家からも高い評価を得ている。同年6月にコーチの中央警察署は『Diamond Necklace』で喫煙シーンが描写されていることを問題視し、ファーシルを公共の場での喫煙描写を禁止する規則に違反したことを理由に立件した。同年8月に出演した『Friday』ではオートリクシャの運転手役を演じ、アンソロジー映画『D Company』では「The Day of Judgement」に出演している。

### 2013年 - 2017年
2013年は『Annayum Rasoolum』『Amen』『Natholi Oru Cheriya Meenalla』『Red Wine』『North 24 Kaatham』『Oru Indian Pranayakadha』に出演し、『North 24 Kaatham』の演技でケララ州映画賞 主演男優賞を受賞した。また、『Amen』は批評的・興行的な成功を収め、『ハリージ・タイムズ』の年間ベスト映画に選出され、『Annayum Rasoolum』も興行的な成功を収めている。2014年は『Iyobinte Pusthakam』をプロデュースし、同年5月には『Bangalore Days』で主演を務め、批評家からニュー・ジェネレーション映画の最高傑作の一つと絶賛されている。2015年は『Ayal Njanalla』『Haram』に出演したが、いずれも興行的には振るわなかった。
2016年に出演した『Monsoon Mangoes』では演技を絶賛されたが、興行的には振るわなかった。同年2月に出演した『マヘーシュの復讐』は興行的な成功を収め、ファーシルの知名度向上に貢献した。2017年は4本の映画に出演し、このうち『Take Off』『Thondimuthalum Driksakshiyum』は批評的・興行的な成功を収めており、『Thondimuthalum Driksakshiyum』では国家映画賞 助演男優賞を受賞した。同年12月には『Velaikkaran』でタミル語映画デビューしている。

### 2018年 - 現在
2018年は『Varathan』『Njan Prakashan』『Kumbalangi Nights』に出演し、いずれも批評的・興行的な成功を収め、これらの興行収入の合計は10億ルピーを超えている。特に『Kumbalangi Nights』で演じたシャンミー役は多くの台詞が話題となり、観客からカルト的な人気を得た。『Njan Prakashan』は興行収入が5億2000万ルピーを記録し、歴代のマラヤーラム語映画の中で最高額を記録した。『Athiran』では精神科医役を演じ、批評家からは好意的な評価を受け、興行的にも一定の成功を収めた。また、タミル語映画『Super Deluxe』ではヴィジャイ・セードゥパティ、サマンタ、ラムヤ・クリシュナと共演している。2020年に出演した『Trance』は批評家から絶賛され、『インディアン・エクスプレス』はファーシルの演技について「ファハドはヒステリックであり、同時に不穏なキャラクターを演じて脚光を浴びた」と批評している。『Trance』公開後、ファーシルはCOVID-19パンデミックで劇場上映が相次いで中止されたことに伴い、活動の場をOTT映画に移し、同年9月に出演した『C U Soon』は批評家から好意的な評価を得ている。
2021年はNetflixの『Irul』に出演し、複雑なストーリーは評価が分かれたものの、ファーシルの演技は批評家から高い評価を得ている。『Irul』配信開始の5日後にはAmazon Prime Videoから『Joji』が配信され、アンチヒーローを演じたファーシルは批評家から絶賛され、「キャリアの中で最高の演技」と評価されている。しかし、『Joji』配信開始の1週間後にケララ州映画興行者連合会（FEUOK）から「OTT映画に出演するのは控えるように」と警告され、さらに「OTT映画への出演を続けるなら、次回作『Malik』の劇場上映は難しくなるだろう」と脅迫されたという。これに対し、FEUOKは「一連の報道は事実に基づいたものではなく、団体とは一切関係ありません」と声明を発表している。同年7月にマヘーシュ・ナーラーヤナンの『Malik』に出演した。同作はファーシル出演作の中で最も高額な製作費が投じられた作品で、当初は2020年に公開される予定だった。映画は批評家から絶賛され、多くの批評家はファーシルの演技を「キャリアの中で最高の演技」と評価している。同年12月には『プシュパ 覚醒』でテルグ語映画デビューし、悪役シェーカーワト警視を演じた。2022年は『ヴィクラム』に出演し、同年6月には『Dhoomam』に出演している。『Maamannan』では悪役ラトナヴェールを演じており、批評家から高い評価を得ている。また、映画も批評家から高い評価を得ており、特にカーストを風刺した挿入歌「Kattabomma Oorenakku」は観客からの人気を集めた。

## 私生活
2014年1月20日にマラヤーラム語映画の女優ナスリヤー・ナシームとの婚約を発表し、8月21日にティルヴァナンタプラムで結婚式を挙げた。交際のきっかけは『Bangalore Days』で夫婦役で共演したことであり、ファーシルは結婚に際して双方の両親の協力があったことを語っている。
2024年に注意欠如多動症を患っていることを公表した。

## 受賞歴
| 年                                                 | 部門                                       | 作品 | 結果       | 出典          |
| 国家映画賞                                         | 国家映画賞                                 | 国家映画賞                                                                                              | 国家映画賞 | 国家映画賞    |
| -------------------------------------------------- | ------------------------------------------ | --- | ---------- | ------------- |
| 2018年                                             | 助演男優賞                                 | 『Thondimuthalum Driksakshiyum』                                                                        | 受賞       | [ 54 ]        |
| フィルムフェア賞 南インド映画部門                  |                                            | |            |               |
| 2012年                                             | マラヤーラム語映画部門助演男優賞           | 『Chaappa Kurishu』                                                                                     | ノミネート |               |
| 2013年                                             | マラヤーラム語映画部門主演男優賞           | 『22 Female Kottayam』                                                                                  | 受賞       | [ 55 ]        |
| 2014年                                             | マラヤーラム語映画部門主演男優賞           | 『North 24 Kaatham』                                                                                    | 受賞       | [ 56 ]        |
| 2015年                                             | マラヤーラム語映画部門助演男優賞           | 『Bangalore Days』                                                                                      | ノミネート | [ 57 ]        |
| 2017年                                             | マラヤーラム語映画部門主演男優賞           | 『Maheshinte Prathikaaram』                                                                             | ノミネート | [ 58 ]        |
| 2018年                                             | マラヤーラム語映画部門主演男優賞           | 『Thondimuthalum Driksakshiyum』                                                                        | 受賞       | [ 59 ]        |
| 2024年                                             | タミル語映画部門助演男優賞                 | 『Maaveeran』                                                                                           | 受賞       | [ 60 ]        |
| 南インド国際映画賞                                 |                                            | |            |               |
| 2013年                                             | マラヤーラム語映画部門主演男優賞           | 『Diamond Necklace』                                                                                    | ノミネート | [ 61 ]        |
| 2013年                                             | マラヤーラム語映画部門審査員選出男優賞     | 『Diamond Necklace』                                                                                    | 受賞       | [ 61 ]        |
| 2014年                                             | マラヤーラム語映画部門主演男優賞           | 『North 24 Kaatham』                                                                                    | ノミネート | [ 62 ]        |
| 2015年                                             | マラヤーラム語映画部門作品賞               | 『Iyobinte Pusthakam』                                                                                  | ノミネート | [ 63 ]        |
| 2015年                                             | マラヤーラム語映画部門主演男優賞           | 『Iyobinte Pusthakam』                                                                                  | ノミネート | [ 63 ]        |
| 2015年                                             | マラヤーラム語映画部門新人プロデューサー賞 | 『Iyobinte Pusthakam』                                                                                  | ノミネート | [ 63 ]        |
| 2017年                                             | マラヤーラム語映画部門主演男優賞           | 『Maheshinte Prathikaaram』                                                                             | ノミネート | [ 64 ]        |
| 2018年                                             | マラヤーラム語映画部門主演男優賞           | 『Thondimuthalum Driksakshiyum』                                                                        | ノミネート | [ 65 ] [ 66 ] |
| 2018年                                             | マラヤーラム語映画部門審査員選出男優賞     | 『Thondimuthalum Driksakshiyum』                                                                        | 受賞       | [ 65 ] [ 66 ] |
| 2019年                                             | マラヤーラム語映画部門作品賞               | 『Varathan』                                                                                            | ノミネート | [ 67 ]        |
| 2021年                                             | マラヤーラム語映画部門作品賞               | - 『Kumbalangi Nights』 - 『C U Soon』 - 『Trance』                                                     | ノミネート | [ 68 ] [ 69 ] |
| 2021年                                             | マラヤーラム語映画部門主演男優賞           | - 『C U Soon』 - 『Trance』                                                                             | ノミネート | [ 68 ] [ 69 ] |
| 2021年                                             | マラヤーラム語映画部門悪役賞               | 『Kumbalangi Nights』                                                                                   | ノミネート | [ 68 ] [ 69 ] |
| 2024年                                             | タミル語映画部門悪役賞                     | 『Maamannan』                                                                                           | ノミネート | [ 70 ]        |
| IIFAウトサヴァム                                   |                                            | |            |               |
| 2016年                                             | マラヤーラム語映画部門作品賞               | 『Iyobinte Pusthakam』                                                                                  | ノミネート | [ 71 ]        |
| 2016年                                             | マラヤーラム語映画部門主演男優賞           | 『Iyobinte Pusthakam』                                                                                  | ノミネート | [ 71 ]        |
| 2017年                                             | マラヤーラム語映画部門主演男優賞           | 『Maheshinte Prathikaaram』                                                                             | ノミネート | [ 72 ]        |
| 2024年                                             | マラヤーラム語映画部門主演男優賞           | 『Pachuvum Athbutha Vilakkum』                                                                          | ノミネート | [ 73 ]        |
| 2024年                                             | タミル語映画部門悪役賞                     | 『Maamannan』                                                                                           | ノミネート | [ 73 ]        |
| ケララ州映画賞                                     |                                            | |            |               |
| 2012年                                             | 第2位男優賞                                | - 『Chaappa Kurishu』 - 『Akam』                                                                        | 受賞       | [ 74 ]        |
| 2014年                                             | 主演男優賞                                 | - 『Artist』 - 『North 24 Kaatham』                                                                     | 受賞       | [ 75 ]        |
| 2020年                                             | 性格男優賞                                 | 『Kumbalangi Nights』                                                                                   | 受賞       | [ 76 ]        |
| 2020年                                             | 大衆訴求力と芸術的価値を有する映画賞       | 『Kumbalangi Nights』                                                                                   | 受賞       | [ 76 ]        |
| ケララ映画批評家協会賞                             |                                            | |            |               |
| 2018年                                             | 主演男優賞                                 | 『Thondimuthalum Driksakshiyum』                                                                        | 受賞       | [ 77 ]        |
| アジアネット映画賞                                 |                                            | |            |               |
| 2013年                                             | 若手俳優賞                                 | - 『Annayum Rasoolum』 - 『Artist』 - 『Oru Indian Pranayakadha』 - 『North 24 Kaatham』                | 受賞       | [ 78 ]        |
| 2015年                                             | パフォーマー賞                             | - 『Iyobinte Pusthakam』 - 『God's Own Country』 - 『Bangalore Days』 - 『1 by Two』 - 『Money Ratnam』 | 受賞       | [ 79 ]        |
| 2015年                                             | 作品賞                                     | 『Iyobinte Pusthakam』                                                                                  | 受賞       | [ 79 ]        |
| 2018年                                             | 主演男優賞                                 | 『Thondimuthalum Driksakshiyum』                                                                        | 受賞       | [ 80 ]        |
| ヴァニタ映画賞                                     |                                            | |            |               |
| 2013年                                             | 主演男優賞                                 | - 『22 Female Kottayam』 - 『Diamond Necklace』                                                         | 受賞       | [ 81 ]        |
| 2018年                                             | 主演男優賞                                 | 『Thondimuthalum Driksakshiyum』                                                                        | 受賞       | [ 82 ] [ 83 ] |
| CPCシネ・アワード                                  |                                            | |            |               |
| 2018年                                             | 主演男優賞                                 | 『Thondimuthalum Driksakshiyum』                                                                        | 受賞       | [ 84 ]        |
| ケララ国際映画祭                                   |                                            | |            |               |
| 2018年                                             | 男優賞                                     | 『Thondimuthalum Driksakshiyum』                                                                        | 受賞       | [ 85 ]        |
| インディアン・フィルム・フェスティバル・メルボルン |                                            | |            |               |
| 2018年                                             | 男優賞                                     | 『Thondimuthalum Driksakshiyum』                                                                        | 受賞       | [ 86 ]        |
| 2024年                                             | 男優賞                                     | 『Aavesham』                                                                                            | ノミネート | [ 87 ]        |